# Premio Produ
Los Premio Produ (en inglés: Produ Awards) son una distinción otorgada anualmente a las mejores producciones televisivas de toda América Latina. Fueron entregados por primera vez el 6 de octubre de 2017, donde diecisiete categorías fueron presentadas.
Los premios fueron creados por Produ, una organización proveedora de contenido para los profesionales de la televisión, la publicidad y la tecnología en Latinoamérica, España y el mercado hispano en Estados Unidos en alianza con MIP Cancún. La sede de los premios está ubicada en Hotel Moon Palace en Cancún, México.

## Categorías
A partir del 2019, el Premio Produ se encuentran dividos en cuatro rubros (Contenido, Talento Artístico, Talento Técnico y Mercado) que a su vez incluyen múltiples subcategorías. La cantidad de categorías entregadas va fluctuando año tras año con la división o unión de algunas categorías. Para la edición más reciente de los premios se presentaron las siguientes 112 categorías, junto con distinciones especiales:
| - Mejor Serie de Comedia - Mejor Serie de Comedia Dramática - Mejor Sitcom - Mejor Serie de Acción, Terror, Thriller - Mejor Serie Policial - Mejor Serie Adaptación - Mejor Serie Dramática - Mejor Serie Histórica, Política y Social - Mejor Serie Biográfica - Mejor Serie Juvenil - Mejor Serie Infantil - Mejor Serie Juvenil Musical - Mejor Miniserie Dramática - Mejor Miniserie de Comedia - Mejor Superserie - Mejor Miniserie Histórica, Política y Social - Mejor Telenovela - Mejor Telenovela Corta - Mejor Unitario - Mejor Telenovela de Habla No hispana - Mejor Película Dramática Estrenada en Plataforma - Mejor Película de Acción, Policial, Thriller Estrenada en Plataforma - Mejor Película de Comedia Estrenada en Plataforma - Mejor Serie de Comedia Romántica - Mejor Tema Musical de Serie y Miniserie - Mejor Apertura / Cabezote de Programa - Mejor Programa Infantil - Mejor Programa de Humor - Mejor Programa de Entrevistas - Mejor Contenido de Concurso - Mejor Contenido de Realidad de Talento Original Iberoamericano - Mejor Contenido de Competencia de Cocina Adaptado - Mejor Contenido de Realidad de Convivencia Original Iberoamericano - Mejor Contenido de Realidad de Convivencia Adaptado - Mejor Contenido de Realidad de Competencia Original Iberoamericano - Mejor Contenido de Realidad de Competencia Adaptado - Mejor Programa Informativo - Mejor Programa Noticiero - Mejor Programa Noticiero Estelar - Mejor Programa Deportivo - Mejor Programa o Serie Documental de Sociedad - Mejor Programa o Serie Documental Biográfico - Mejor Programa o Serie Documental de Historia - Mejor Programa o Serie Documental de Crónica Criminal - Mejor Programa o Serie Sobre Sostenibilidad - Mejor Programa de Variedad - Mejor Programa Seriado No Guionado Crimen - Mejor Programa Seriado No Guionado - Mejor Programa Seriado No Guionado - Celebridades - Mejor Programa No Guionado Gastronomía - Mejor Programa No Guionado de Viajes - Mejor Programa de Talk-Show - Mejor Evento en Vivo - Mejor Programa/Evento Streaming - Mejor Contenido / Programa que promueve la Diversidad e Inclusión: Cuerpos Diversos - Mejor Contenido / Programa que promueve la Diversidad e Inclusión: Racioalización y Migración - Mejor Contenido / Programa que promueve la Diversidad e Inclusión: Discapacidad - Mejor Contenido / Programa que promueve la Diversidad: LGTBQ+ - Mejor Podcast de Ficción - Mejor Podcast Documental de Crónica Criminal - Mejor Podcast Documental de Sociedad - Mejor Podcast Documental de Entretenimiento y Variedades | - Mejor Actriz Principal - Serie y Miniserie de Comedia / Sitcom - Mejor Actor Principal - Serie y Miniserie de Comedia - Mejor Actor Principal - Serie y Miniserie de Sitcom - Mejor Actriz Principal - Miniserie Dramática - Mejor Actor Principal - Miniserie Dramática - Mejor Actriz Principal - Serie Dramática - Mejor Actor Principal - Serie Dramática - Mejor Actriz Principal - Serie y Miniserie de Comedia Dramática - Mejor Actor Principal - Serie y Miniserie de Comedia Dramática - Mejor Actriz Principal - Serie y Miniserie de Comedia Romántica - Mejor Actor Principal - Serie y Miniserie de Comedia Romántica - Mejor Actriz Principal - Serie y Miniserie Histórica, Política, Social - Mejor Actor Principal - Serie y Miniserie Histórica, Política, Social - Mejor Actriz Principal - Serie y Miniserie de Acción, Policial, Terror, Thriller - Mejor Actor Principal - Serie y Miniserie de Acción, Terror, Thriller - Mejor Actor Principal - Serie y Miniserie Policial - Mejor Actriz / Actor Principal de Serie Biográfica - Mejor Actriz Principal - Telenovela - Mejor Actor Principal - Telenovela - Mejor Actor Principal - Superserie - Mejor Actriz Principal - Superserie - Mejor Actriz Principal - Telenovela Corta - Mejor Actor Principal - Telenovela Corta - Mejor Actriz de Habla No Hispana - Mejor Actor de Habla No Hispana - Mejor Actriz Protagónica Infanto / Juvenil - Mejor Actor Protagónico Infanto / Juvenil - Mejor Actriz Revelación - Mejor Actor Revelación - Mejor Actriz de Reparto - Serie y Miniserie de Comedia Dramática - Mejor Actriz de Reparto - Serie y Miniserie Dramática - Mejor Actriz de Reparto - Serie y Miniserie de Comedia - Mejor Actor de Reparto - Serie y Miniserie de Comedia - Mejor Actor de Reparto - Serie y Miniserie de Acción, Policial, Terror y Thriller - Mejor Actriz de Reparto - Superserie y Telenovela - Mejor Actor de Reparto - Superserie y Telenovela - Mejor Presentadora de Reality / Concurso - Mejor Presentador de Programa de Realidad Original Iberoamericano y Adaptado - Mejor Presentadora de Programa de Variedades - Mejor Presentador de Programa de Variedades - Mejor Presentador de Programa de Concurso - Mejor Presentador/a de Programa Deportivo o Comentarista de Deportes - Mejor Presentador de Programa de Noticias / Noticiero / Informativo - Mejor Presentadora de Programa de Noticias / Noticiero / Informativo - Mejor Presentadora de Talk-Show - Mejor Anfitrión/a de Podcast - Sociedad - Mejor Anfitrión/a de Podcast - Entretenimiento y Variedades - Mejor Anfitrión/a de Podcast - Crimen, Supernatural y Terror - Mejor Anfitrión/a de Podcast - Conversacional | - Mejor Dirección - Serie y Miniserie Comedia, Comedia Dramática - Mejor Dirección - Serie y Miniserie Dramática - Mejor Dirección - Serie y Miniserie Policial, Acción, Terror y Thriller - Mejor Dirección - Serie Infantil / Juvenil - Mejor Dirección - Superserie y Telenovela - Mejor Dirección Entretenimiento - Concurso / Reality / Variedades / Talk-Show - Mejor Showrunner - Comedia y Comedia Dramática - Mejor Showrunner - Drama - Mejor Productor/a de Ficción - Serie y Miniserie - Mejor Productor/a de Ficción - Superserie y Telenovela - Mejor Productor/a de Entretenimiento - Reality - Mejor Productor/a de Seriado No Guionado - Mejor Productor/a de Entretenimiento - Variedades / Talk Show - Mejor Productor/a de Entretenimiento - Humor - Mejor Productor/a de Entretenimiento - Concurso - Mejor Guion - Serie y Miniserie Dramática - Mejor Guion - Superserie y Telenovela - Mejor Guion - Serie y Miniserie de Comedia y Comedia Dramática - Mejor Guion - Serie y Miniserie de Acción, Policial, Terror, Thriller - Mejor Dirección de Fotografía - Mejor Dirección de Arte - Mejor Compositor Musical - Mejor Recreación de Época - Mejor Branded Content - Mejor Contenido Bajo Producción Sostenible - Mejor Promoción, Imagen y / o Campaña Lanzamiento de Contenido - Mejor Promoción e Imagen Corporativa de Plataformas y Broadcast - Gran Premio de Ficción - Gran Premio de Entretenimiento - Gran Premio Fenómeno de Audiencia |

## Ceremonias y ganadores
La siguiente tabla muestra los ganadores en algunas de las categorías de ficción y entretenimiento.
| N.º | Fecha                       | Serie                                      | Serie                     | Serie                                                                           | Superserie                     | Telenovela                          | Miniserie                              | Concurso                                                           | Talento                                                            | Competencia                                                        | Convivencia                                           | Noticias                                  | Deporte           |
| N.º | Fecha                       | Comedia                                    | Drama                     | Género                                                                          | Superserie                     | Telenovela                          | Miniserie                              | Concurso                                                           | Talento                                                            | Competencia                                                        | Convivencia                                           | Noticias                                  | Deporte           |
| --- | --------------------------- | ------------------------------------------ | ------------------------- | ------------------------------------------------------------------------------- | ------------------------------ | ----------------------------------- | -------------------------------------- | ------------------------------------------------------------------ | ------------------------------------------------------------------ | ------------------------------------------------------------------ | ----------------------------------------------------- | ----------------------------------------- | ----------------- |
| 1.º | 6 de octubre de 2017        |                                            | Velvet                    |                                                                                 | La niña                        | Soy Luna                            |                                        |                                                                    |                                                                    |                                                                    |                                                       |                                           |                   |
| 2.º | 9 de febrero de 2019        | La casa de papel                           | El señor de los cielos    | 100 días para enamorarse                                                        | A otro nivel MasterChef Latino | A otro nivel MasterChef Latino      | A otro nivel MasterChef Latino         | Noticias Caracol                                                   | Halcones y palomas                                                 |                                                                    |                                                       |                                           |                   |
| 3.º | 21 de noviembre de 2019     | Monzón                                     | Bolívar                   | Amar a muerte                                                                   | La chica que limpia            | Pequeños gigantes Shark Tank México | Pequeños gigantes Shark Tank México    | Pequeños gigantes Shark Tank México                                | En diálogo con Longobardi                                          | La Pasión... según Sacheri                                         |                                                       |                                           |                   |
| 4.º | 3 de diciembre de 2020      | La jauría                                  | Operación pacífico        | 100 días para enamorarnos                                                       | Hernán                         | A otro nivel ¿Quién es la máscara?  | A otro nivel ¿Quién es la máscara?     | A otro nivel ¿Quién es la máscara?                                 | En diálogo con Longobardi                                          | SportsCenter                                                       |                                                       |                                           |                   |
| 5.º | 1 de diciembre de 2021      | De brutas, nada                            | Monarca                   | ¿Quién mató a Sara?                                                             | Enemigo íntimo                 | La suerte de Loli                   | La frecuencia Kirlian                  | El desafío Desafío sobre Fuego Latinoamérica ¿Quién es la máscara? | El desafío Desafío sobre Fuego Latinoamérica ¿Quién es la máscara? | El desafío Desafío sobre Fuego Latinoamérica ¿Quién es la máscara? | Modus operandi Imagen Noticias                        | Fútbol central                            |                   |
| 6.º | 9 y 10 de noviembre de 2022 | El Galán Días mejores                      | Pálpito                   | Paraíso El marginal                                                             | El rey Vicente Fernández       | Pantanal                            | El tiempo que te doy Naturaleza muerta | Sopa de letras                                                     | ¿Quién cocina esta noche? ¿Quién es la máscara?                    | Desafío: The Box Desafío sobre Fuego Latinoamérica                 | Túnel do amor La casa de los famosos                  | En diálogo con Longobardi Algo personal   | KnockOut          |
| 7.º | 1 y 2 de noviembre del 2023 | División Palermo El encargado C.H.U.E.C.O. | El grito de las mariposas | El inmortal Noticia de un secuestro Cromosoma 21                                | La reina del sur               | Como la vida misma Ana de nadie     | El hijo zurdo                          | ¡Ahora caigo!                                                      | El heredero: la dinastía del freestyle ¿Quién es la máscara?       | Falso amor Desafío sobre Fuego Latinoamérica                       | Escuela imparables Gran hermano                       | Cuarto poder Chilevisión noticias         | La Velada del Año |
| 8.º | 30 y 31 de octubre del 2024 | Poquita fe Consuelo Vecinos                | Isla brava                | Los enviados El Mantequilla. Maestro de la estafa Betinho: al filo de la navaja | El Señor de los Cielos         | Renacer Devuélveme la vida          | La mesías Nada Anderson Spider Silva   | Escape perfecto VIP                                                | Operación Triunfo                                                  | Desafío XX Survivor México                                         | La caza: nada es lo que parece La casa de los famosos | Cuarto poder Perspectivas Telefe Noticias | ESPN KnockOut     |